# Explorer 13
Explorer 13 – amerykański satelita naukowy, drugi z serii S-55. Miał prowadzić obserwacje i zliczenia mikrometeoroidów w przestrzeni kosmicznej, jednak z powodu uzyskania zbyt niskiej orbity, spłonął w atmosferze już po dwóch dniach orbitowania. Pobocznymi zadaniami statku były badania inżynieryjne: sprawdzenie osiągów i kierowania rakietą nośną Scout X-1. Podczas lotu nie odnotowano żadnego zderzenia z mikrometeoroidami. Pomogło to w dobraniu oczekiwanych granicznych wartości ilości zderzeń w kolejnych misjach tego typu.
Statek był zasilany z pięciu ogniw słonecznych. Dwa z nich posiadały pokrycie ochronne o grubości 2 µm, a jedno, o grubości 16 µm. Do łączności statek wykorzystywał częstotliwości 136,2 MHz i 136,86 MHz. 

## Ładunek
- Detektor mikrometeoroidów z komórkami ciśnieniowymi

Główny przyrząd naukowy Explorera 13. Składał się ze 160 komórek berylowo-miedzianych o pięciu różnych grubościach. Rozmieszczone były w pięciu rzędach dookoła satelity, po 32 czujniki w rzędzie. Komórki zostały przed startem napełnione gazowym helem, do ciśnienie około 10 psi ponad ciśnienie atmosferyczne. Każda z komórek posiadała własny włącznik aktywowany spadkiem ciśnienia. Mikrometeoroid przebijając komórkę powodowałby spadek ciśnienia w niej i włączenie się czujnika. Tempo spadku ciśnienia przesłane zostałoby na Ziemię przez system telemetrii. Prędkość naturalnego wycieku gazu nie została zmierzona. Liczba komórek o danej grubości: 60 po 0,0254 mm; 40 po 0,0381 mm; 20 po 0,0508 mm; 20 po 0,0635 mm; 20 po 0,127 mm. Obszar penetracji każdej komórki wynosił 140 cm2. Obszar całkowity wynosił więc 2,24 m², jednak z powodu kształtu komórek, efektywny obszar penetracji był mniejszy. Podczas 29 orbit wykonanych przez statek nie odnotowano rozszczelnienia żadnej z komórek
- Detektor mikrometeoroidów z płytkami miedzianymi

Na przyrząd składało się 46 detektorów w postaci kart z drutem miedzianym. Karty miały wymiary 3,68 cm x 17,78 cm. Miały wykrywać uderzające w nie cząstki. Na 14 kartach umieszczony drut miał grubość 2 mm, a na 32, 3 mm. Całkowita efektywna powierzchnia wystawiona na zderzenia wynosiła 0,11 m². Karty zostały umocowane na wspornikach z włókna szklanego, na końcu satelity przeciwległym do anten. Zasada działania detektora opierała się na zmianie rezystancji drutu w wyniku uszkodzenia go przez mikrometeoroid. Rezystancja drutów była kompensowana ze względu na temperaturę (przewidywane zmiany wynosiły od -10 do +60°C) przez układ oporników odpowiednio włączonych między każdą parę kart każdego rodzaju. Oczekiwana wielkość cząstki mogącej uszkodzić drut, szacowano na połowę grubości drutu. W czasie lotu satelity nie odnotowano żadnego zderzenia
- Detektor mikrometeoroidów z fotokomórkami

Detektor składał się z dwóch fotokomórek z siarczku kadmu umieszczonych na przodzie satelity, naprzeciwko siebie. Miał wykrywać małe mikrometeoroidy mogące uszkodzić delikatne, niemetalowe materiały. Każda z fotokomórek była umieszczona w jednym z ognisk elipsoidalnego pojemnika. Ściany pojemnika miały właściwości odbijające światło. W drugim ognisku pojemnika umieszczony był arkusz aluminiowanego mylaru. Całkowity efektywny obszar penetracji wynosił 20 cm2. Gdy mikrometeoroid przebijał nieprzezroczysty arkusz mylaru, światło słoneczne dostawało się przez utworzony otwór do fotokomórki (bezpośrednio, lub przez odbicie się od ścian pojemnika). Komórki zostały skalibrowane tak, aby móc wykryć cząstki o średnicy ok. 25 μm. Eksperyment nie powiódł się z przyczyn technicznych. Szklany pojemnik detektorów musiał być, po opuszczeniu atmosfery, opróżniony z zalegającego w nim powietrza. W tym celu, z tyłu pojemnika wykonano otwór wentylacyjny. Przeprowadzone testy naziemne wskazywały, że rozszerzające się powietrze nie uszkodzi mylarowej błony. Niestety, testy wykonane po starcie satelity wykazały, że błona została zerwana podczas startu. Spowodowało to dostawanie się światła do czujników i sprawiło, że instrument stracił swoje zdolności pomiarowe
- Detektor zderzeń

Zadaniem przyrządu było rozciągnięcie pomiarów mikrometeoroidów na mało liczebny zakres, w którym zebrano dotąd niewiele danych pomiarowych i skorelować je z danym zebranymi przez inne satelity używające podobnych technik. Detektor posiadał trzy poziomy progowe pędu: 0,01; 0,1; 1 g cm/s i składał się dwóch różnych powierzchni detekcyjnych. Pierwsza, używana do pomiarów o dużej i małej czułości, składała się z dwóch płyt stalowych wrażliwych na uderzenia mikrometeoroidów. Umieszczone były one w przedniej części satelity. Płyty, o łącznej powierzchni 0,142 m² były połączone z transduktorem i obwodami formowania sygnału, zliczania zderzeń i magazynowania ich liczby. Drugi czujnik złożony był z 20 komórek ciśnieniowych o grubości 1,3 mm. Miały one łączną powierzchnię 0,186 m² i służyły pośredniej detekcji zderzeń. Krótki czas trwania misji pozwolił na jedynie dziesięciokrotne sczytanie zawartości rejestratora satelity. Zmierzone ilości zderzeń były znacznie wyższe od poprzednich pomiarów. Powodem tego były, prawdopodobnie, fałszywe zliczenia powstałe na skutek efektów temperaturowych w transduktorze i zakłóceń w aerodynamice statku, z powodu za niskiej orbity. Dane więc były nierozstrzygające.
- Detektory siatkowe (ang. grid detectors)